# Język wczesny nowoangielski
Język wczesny nowoangielski – określenie na okres w historii języka angielskiego, dotyczące lat 1440–1650. Pierwsza edycja Biblii króla Jakuba oraz dzieła Williama Shakespeare'a zostały napisane we wczesnym nowoangielskim, jednakże w Biblii króla Jakuba celowo zachowano wiele archaizmów, które nie były w użyciu, gdy ją wydano. Osoby znające angielski generalnie rozumieją wczesny nowoangielski, chociaż czasem tłumaczenie jest utrudnione z powodu zmian w gramatyce i znaczeniach niektórych słów oraz różnicach w zapisie. W okresie języka wczesnego nowoangielskiego rozpoczęła się standaryzacja języka angielskiego.

## Różnice między wczesnym nowoangielskim a angielskim współczesnym

### Koniugacja
Odmiana czasowników w formie thou (druga osoba liczby pojedynczej) zakończona była na -(e)st, a w formie trzeciej osoby liczby pojedynczej na -eth, a nie, tak jak obecnie, na -s. Wyróżniał się tu nieregularny czasownik be (być), który w drugiej osobie liczby pojedynczej posiadał formę art (thou art = jesteś), natomiast w trzeciej osobie liczby pojedynczej używaną do dziś formę is.
Zarówno formy drugiej, jak i trzeciej osoby liczby pojedynczej traciły końcówki w trybie łączącym, który używał podstawowej formy czasownika.

### Zaimki
Wczesny nowoangielski, jak większość języków europejskich, dysponował rozróżnieniem T-V (tj. rozróżnieniem między formą ty i wy). Istniały dwie formy zaimka dla drugiej osoby: ye (liczba mnoga oraz pojedyncza w mowie formalnej, zastąpiona później przez you, będące początkowo przypadkiem zależnym od ye), oraz thou (liczba pojedyncza w mowie nieformalnej). Obecnie forma thou jest archaizmem, używa się jej głównie w modlitwach i niektórych współczesnych dialektach języka angielskiego. Thy i thine to wczesnonowoangielski odpowiednik słów your i yours (twój i twoje). Forma thine stosowana była, jeśli występujący po niej wyraz zaczynał się od samogłoski. Była to też forma emfatyczna i orzecznikowa (w tej drugiej funkcji odpowiednikiem we współczesnym angielskim jest dziś yours). Forma thee była natomiast przypadkiem zależnym (object case) od thou (np. I know thee = znam cię). Formy thou, thee, thy, thine stosowane były w stylu eleganckim jeszcze pod koniec XIX wieku.